# Anthonomus rectirostris
Anthonomus rectirostris es una especie de gorgojo fitófago del género Anthonomus, categorizada en la tribu Anthonomini, de la subfamilia Curculioninae.

## Distribución
Se distribuye por Suecia, Países Bajos, Alemania, Francia, Noruega, Polonia, Finlandia, Austria, Rusia, Estonia, Japón, República de Corea, Italia, Dinamarca, República Checa, Luxemburgo, Suiza, Bélgica, Ucrania, Lituania, Bielorrusia, Hungría, Croacia y Letonia.

## Taxonomía
Fue descrita por C. Linnaeus en 1758.